# No se lo digas a nadie (película de 2019)
No se lo digas a nadie (en polaco: Tylko nie mów nikomu) es un documental polaco de 2019 dirigido por Tomasz Sekielski sobre los casos de abuso sexual infantil en la Iglesia católica en Polonia.

## Sobre la película

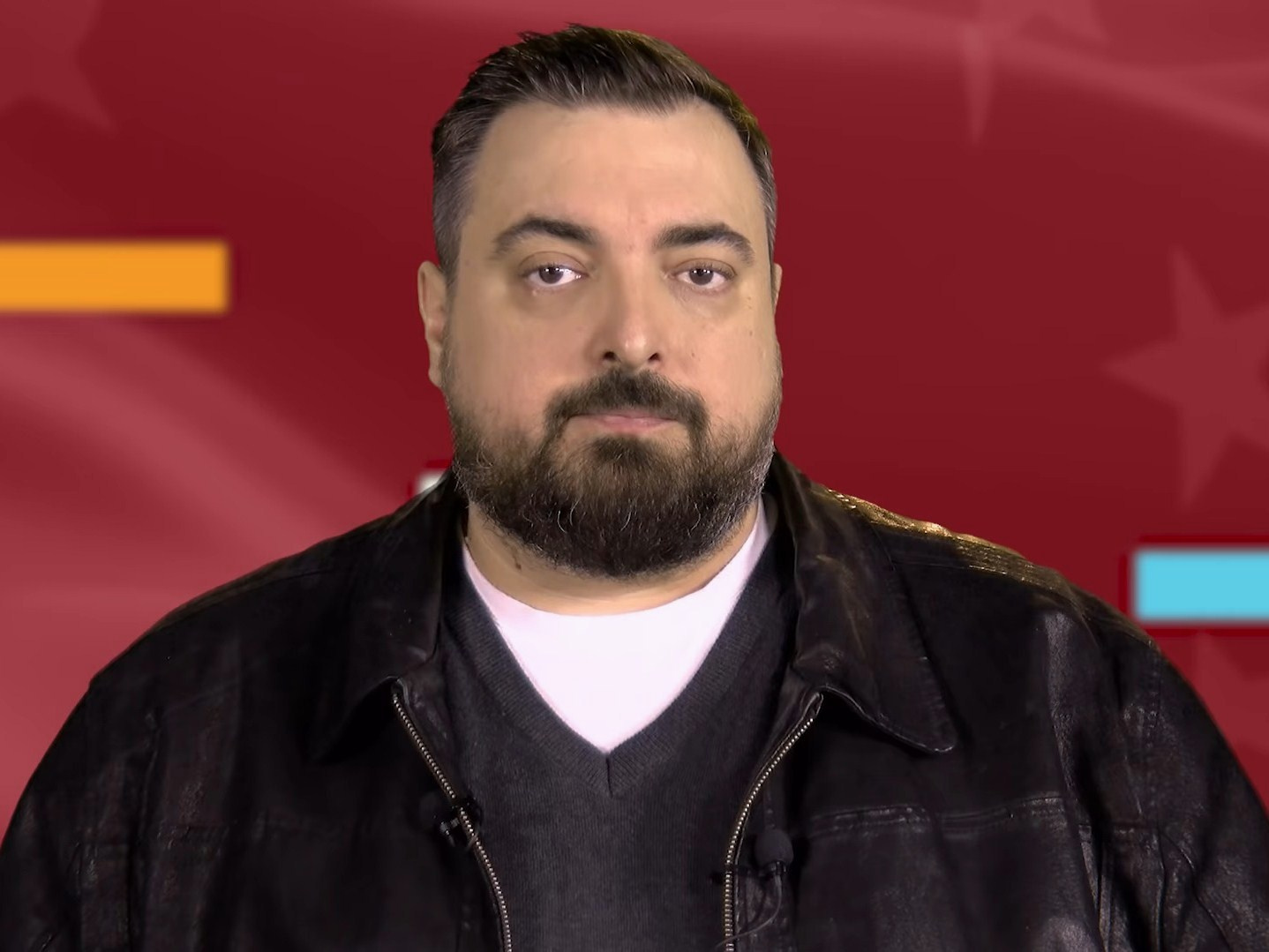
Tomasz Sekielski en 2019, algunos días después del estreno de la película en Internet.

La película, con un metraje de 121 minutos, es una producción independiente de los hermanos Tomasz y Marek Sekielski a través del servicio de micromecenazgo Patronite.
La película aborda la responsabilidad de la Conferencia Episcopal de Polonia por encubrir a curas pederastas. Cubre tanto casos recientes como más antiguos.
Se lanzaron acusaciones de pederastia por primera vez contra Franciszek Cybula, capellán personal y confesor del expresidente de Polonia Lech Wałęsa, y contra Eugeniusz Makulski, quien emprendió la construcción de la Basílica de Nuestra Señora de Licheń.
Los autores invitaron a varios altos dignatarios de la Iglesia a participar, pero los arzobispos Wojciech Polak y Stanisław Gądecki rechazaron la invitación y el cardenal Kazimierz Nycz, el arzobispo Sławoj Leszek Głódź y el obispo Jan Tyrawa no respondieron.

## Distribución

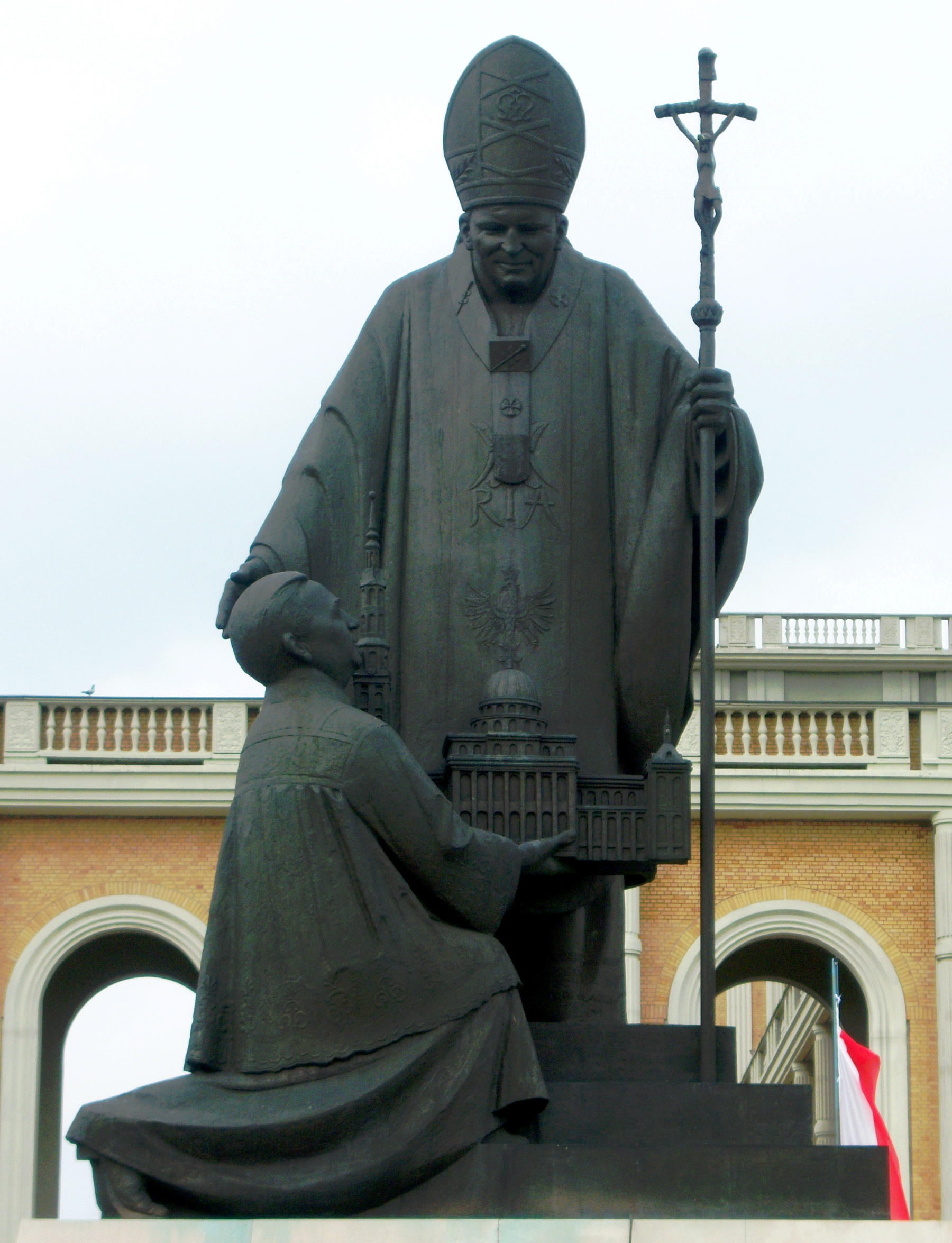
Monumento que representa al papa Juan Pablo II y al sacerdote Eugeniusz Makulski.

La película fue publicada en YouTube el 11 de mayo de 2019 y fue vista más de un millón de veces en las primeras 5 horas y media, lo que supuso un nuevo récord en YouTube en polaco. Al cabo de 55 horas, había acumulado 10 millones de visualizaciones, número que subió a 20 millones al cabo de ocho días.
Debido a la popularidad del documental, los autores se pusieron en contacto con Netflix para su distribución internacional. No descartaron realizar una serie documental entera sobre el tema.
Tomasz Sekielski anunció que concedería una licencia libre para emitir la película en la televisión nacional con el fin de conseguir la máxima difusión posible. El 16 de mayo, se emitió en WP. El segundo canal en emitirlo fue TVN.
El 20 de mayo, se anunció la incorporación de subtítulos en español. Tomasz Sekielski había transmitido su intención de que la película llegase al papa Francisco, de nacionalidad argentina.

## Recepción
Tanto el anuncio del rodaje de la película como su estreno fueron ampliamente comentados en los medios de comunicación y redes sociales en Polonia, así como en el extranjero.
A las pocas horas del estreno, varios altos cargos eclesiásticos polacos emitieron comunicados. El primado y arzobispo de Gniezno Wojciech Polak escribió «Estoy profundamente conmovido por lo que vi en la película del señor Sekielski», y el presidente de la Conferencia Episcopal y arzobispo Stanisław Gądecki comentó «Con emoción y tristeza he visto hoy la película, por la cual me gustaría dar las gracias al director». Sin embargo, el arzobispo de Gdańsk Sławoj Leszek comentó al respecto «Ayer tuve otras actividades, no veo cualquier cosa», palabras por las cuales pidió perdón tres días después. El cardenal Kazimierz Nycz dijo que fue error suyo no acceder a participar en el documental, y se disculpó por ello.
El primado Wojciech Polak indicó durante una entrevista que no consideraba la película como un ataque contra la Iglesia. Tadeusz Rydzyk, por otra parte, comento «Es una lucha contra la Iglesia calculada para su destrucción». Añadió que el drama de las víctimas se había convertido en una «industria de la pedofilia» y que «ya teníamos un club de antisemitismo, nazismo, nacionalismo, fascismo y ahora se ha formado un club de pedofilia. El odio está detrás de todo esto».
La organización Press Club Polska galardonó a Marek y Tomasz Sekielski con un premio especial por crear un documental sobre uno de los fenómenos más chocantes, la pedofilia entre los sacerdotes.
En octubre del año anterior, ya se había emitido otra película, Kler («Clero»), sobre el abuso infantil, las relaciones de pareja, la corrupción, la codicia y el alcoholismo en la Iglesia en Polonia. Kler logró convertirse en la película más vista en el país en el siglo XXI.